# Sydney Swans
Sydney Swans er en australsk fodboldklub, baseret i Sydney, New South Wales. Sydney Swans spiller i Australian Football League (AFL). Klubben vandt premiership 2005, men tabte Grand Final 2006 til Perth klubben West Coast Eagles.
- Hjemmebaner
  - Sydney Cricket Ground
  - Telstra Stadium
- Vigtige spillere (sæsonerne 2005-2006)
  - Barry Hall
  - Adam Goodes
- Træner
  - Paul Roos

## Historie
Klubben blev oprindeligt dannet under navnet South Melbourne Football Club i 1874 og spiller den dag i dag stadig med bogstaverne SMFC på ryggen af spillertrøjen for at holde arven fra Melbourne i hævd.
Klubben spillede sin første kamp i Sydney i 1982.